# Viserys Targaryen
Viserys Targaryen er en fiktiv person i den amerikanske forfatter George R. R. Martins fantasyserie A Song of Ice and Fire og i først sæson af HBOs filmatisering Game of Thrones.
Han bliver introduceret i Kampen om tronen (1996). Viserys og hans lilleesøster, Daenerys, er de sidste kendte medlemmer af Huset Targaryen der, indtil 15 år før begivenhederne i den første bog, regerede over Westeros fra Jerntronen i næsten 300 år. De bliver som sådan jagtet af den nye konge, Robert Baratheon, og er blevet tvunget til at flygte til nabokontinentet Essos. Viserys bliver karakteriseret som forfængelig og bitter, og hand optræder ofte ondskabsfulgt overfor sin søster.
Viserys bliver spillet af Harry Lloyd i HBO's tv-serie.